# 杉山美和子
杉山美和子（11月28日—），日本漫畫家。

## 經歷
東京都出身。從小立志成為漫畫家，在出道前兩、三年間持續投稿，2002年於《ちゃおDX》出道。
作品《護花野獸》2012年獲得第7屆全國書店店員推薦漫畫第10名，2017年改拍為真人電視劇播出。2019年作品《四月的你是閃耀的星星》電影版上映。